# 田中一村
田中 一村（たなか いっそん、1908年7月22日 - 1977年9月11日）は、日本画家である。栃木県栃木にて木彫家の父田中稲邨の長男として生まれ、東京市で育った、本名は田中孝。中央画壇とは一線を画し、1958年（昭和33年）千葉市での活動の後、50歳で奄美大島に単身移住。奄美の自然を愛し、亜熱帯の植物や鳥を鋭い観察と画力で力強くも繊細な花鳥画に描き、独特の世界を作り上げた。
奄美市名瀬有屋38番地3には、最後の10日間を過ごした家が、田中一村終焉の家として移設保存されている。

## 生涯

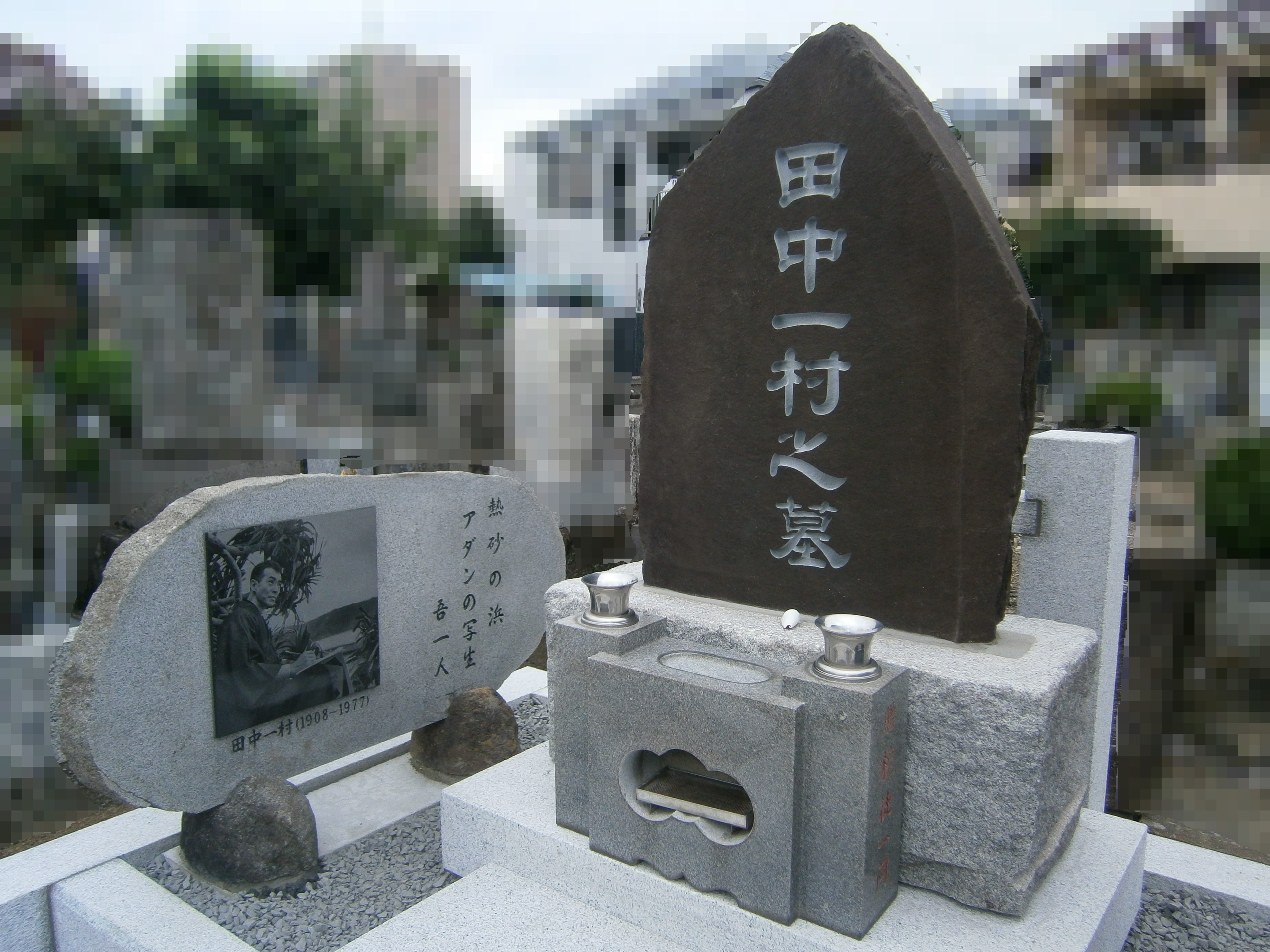
栃木市満福寺にある田中一村の墓

- 1908年 - 栃木県下都賀郡栃木町（現・栃木市）に6人兄弟の長男として生まれる。父は彫刻家の田中彌吉（号は稲村）。若くして南画（水墨画）に才能を発揮し「神童」と呼ばれ[3]、7歳の時には児童画展で受賞（天皇賞もしくは文部大臣賞）。父濔吉より「米邨」の号を与えられる[1]。大正時代また10代にして既に与謝蕪村や青木木米などを擬した南画を自在に描き得た。
- 1920年 - 米邨の落款で描いた「枝垂れ桜に四十雀」の図が、ローマ-東京間の長距離飛行を達成したイタリア人飛行士に贈られた書画集（東京市内の小学児童の一校一名の作品を選んで貼付）に載る[4]。
- 1926年 - 東京市港区の芝中学校を卒業する。東京美術学校（現・東京芸術大学）日本画科に入学。同期に東山魁夷、加藤栄三、橋本明治、山田申吾らがいる。しかし、学校の指導方針への不満や父の病気などが原因で同年6月に中退。趙之謙や呉昌碩風の南画を描いて一家の生計を立てる。『大正15年版全国美術家名鑑』には田中米邨（たなかべいそん）の名で登録された。
- 1931年 - それまで描いていた南画と訣別。自らの心のままに描いた日本画『蕗の薹とメダカの図』は後援者には受け入れられなかった。
- 1938年 - 親戚の川村幾三を頼って、千葉県の千葉寺町に移る。
- 1947年 - 『白い花』が川端龍子主催の第19回青龍社展に入選。この時、初めて「一村」と名乗る。
- 1948年 - 第20回青龍社展に『秋晴』『波』を出品。このうち『波』は入選するが、『秋晴』の落選に納得できず、『波』の入選を辞退。これを境に川端龍子と絶縁する。
- 1953年 - 第9回日展（審査員に東山魁夷が参加）に、『秋林』を出品（履歴欄に「松林桂月の門人」を名乗る）するが落選。この年の12月25日、太平洋戦争敗戦後に米国統治下だった奄美大島が日本に返還される。
- 1954年 - 第10回日展（審査員に加藤栄三、橋本明治が参加）に『杉』を出品するが落選。
- 1955年 - 九州・四国・紀州をスケッチ旅行して回る。
- 1957年 - 院展への出品を目指し、制作を開始する（この年、院展の監査台帳には出品の記録なし）。
- 1958年 - 第43回院展に『岩戸村』『竹』を出品するが落選。中央画壇への絶望を深め、奄美行きを決意、家を売る。12月13日朝、奄美大島の名瀬港に到着。

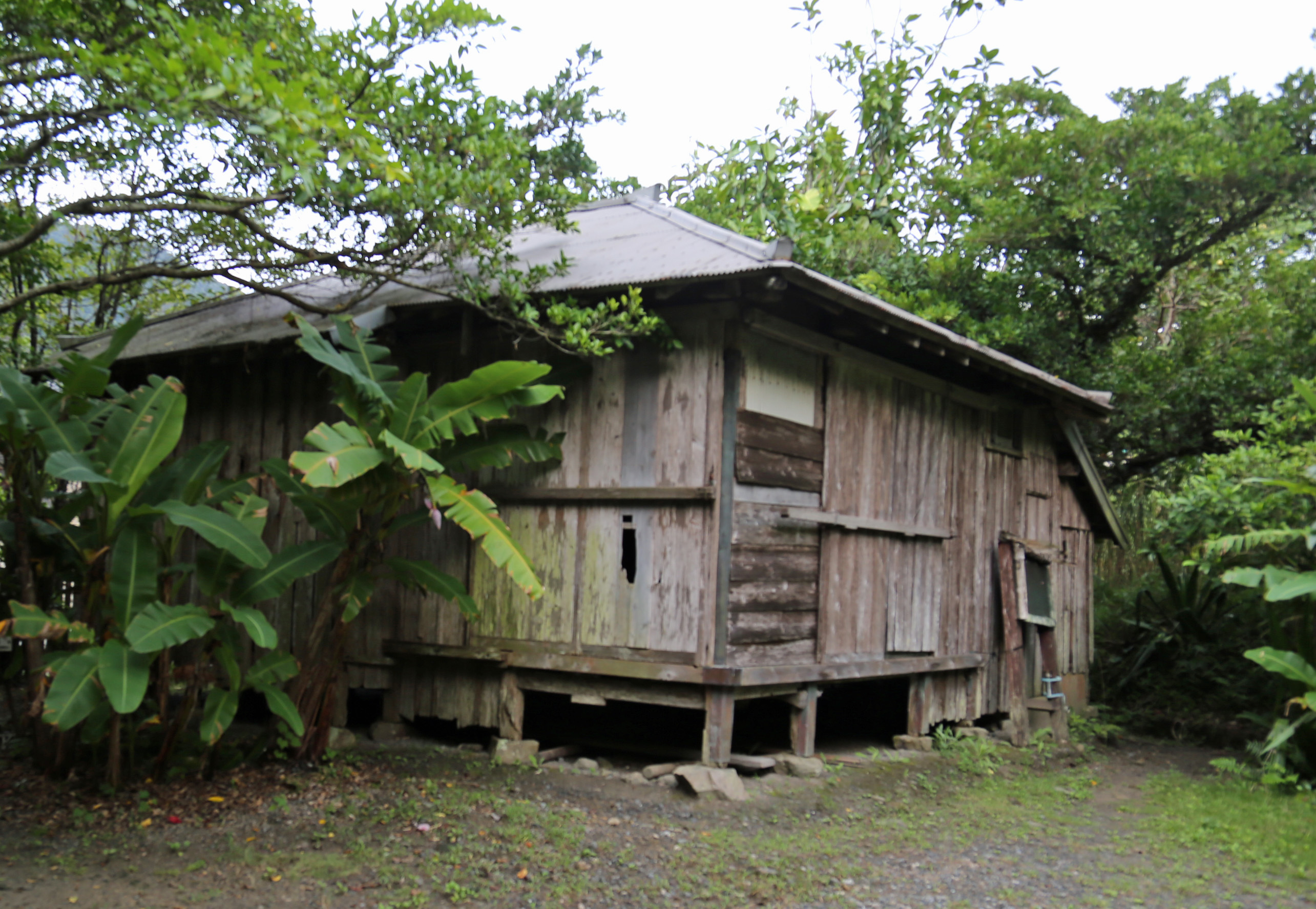
奄美市の田中一村の住居跡（田中一村終焉の家）

- 1959年 - 国立療養所奄美和光園の官舎に移り込み、小笠原医師との共同生活を始める。
- 1960年 - 5月28日、千葉に一時帰郷する。翌年まで、岡田藤助の計らいで国立千葉療養所の所長官舎にアトリエと住居を与えられる。
- 1961年 - 3月31日、見合いをするが、のちに自ら破談とした。4月22日、所長官舎を引き上げ、奄美に戻る。12月、名瀬市有屋の一戸建て借家に移り、農業を始める。
- 1962年 - 名瀬市大熊にある 大島紬工場の染色工の仕事で生計を立てながら絵を描き始める。
- 1965年 - 3月末、姉・喜美子の危篤を知らされ、千葉に帰る。5月16日、喜美子逝去（享年60）。遺骨を抱いて奄美に戻る。12月5日、川村幾三逝去。
- 1967年 - 5年間働いた紬工場を辞め、3年間絵画制作に専念する。
- 1970年 - 再び紬工場で働き始める。2年働いて個展の費用を捻出しようとしたが、結局個展の開催は実現せず、最後まで中央画壇に認められないままだった。
- 1972年 - 紬工場を辞め、3年間絵画制作に専念するが、腰痛や眩暈などで三度も昏倒する。
- 1976年 - 6月下旬、畑仕事中に脳卒中で倒れ、一週間入院。その後、名瀬市の老人福祉会館に通いリハビリテーションに励む。姉・房子と甥・宏が来訪、奄美で描かれた一村の作品を預かり、千葉に持ち帰る。
- 1977年 - 春、体調やや回復する。9月1日、和光園近くの畑の中の一軒家に移り、「御殿」と称する。同月11日、夕食の準備中に心不全で倒れ、死去。69歳没。墓所は満福寺。戒名は真照孝道信士。

### 没後の再評価
死去の直前、奄美在住だった友人の紹介で一村と会った写真家・田辺周一によると、田中は千葉にいた頃に写真を学んで造詣が深く、自ら撮影もしており、写実的な画風にも影響を与えていたとみられる。田辺は散逸しそうだった一村の遺品を預かり、現在まで保管。さらに2015年には、一村の写真集『海神の首飾り』（リーブル出版）を刊行した。一村は、アンリ・ルソーからの影響が指摘されることもある。
没後にNHKの『日曜美術館』「黒潮の画譜～異端の画家・田中一村」（1984年12月16日放映）や『南日本新聞』に連載された「アダンの画帖～田中一村伝」でその独特の画風が注目を集め、全国巡回展が開催され、一躍脚光を浴びる。南を目指したことから、「日本のゴーギャン」などと呼ばれることもある。評伝や画集も複数が刊行されているほか、以下のように記念美術館が開館したり、各地の美術館で展示会が開かれたりするようになっている。
- 2001年 - 鹿児島県は奄美大島北部・笠利町（現・奄美市）の旧空港跡地にある「奄美パーク」の一角に「田中一村記念美術館」がオープンした（館長・宮崎緑）。
- 2008年 - 生誕100年にあたり、奈良県高市郡明日香村の奈良県立万葉文化館（館長・中西進）で「生誕100年記念特別展 田中一村展 - 原初へのまなざし -」が開催された（10月18日～11月24日）。入場者は25,000人。
- 2010年 - 千葉市美術館で「田中一村　新たなる全貌」を開催（8月21日～9月26日）。一村ゆかりの地（栃木、千葉、石川、鹿児島）にある美術館が共同で取り組む初めての回顧展で、近年新たに発見された資料を多数含む約250点の出品作による、現時点で最大規模の展覧会となっている。入場者は61,166人。その後、鹿児島市立美術館（10月5日～11月7日）、田中一村記念美術館（11月14日～12月14日）に巡回。
- 2012年 - 沖縄県立博物館・美術館で、本土復帰40周年記念「田中一村展～琉球弧で開花した美の世界」を開催（3月30日～5月6日）。同年、石川県立美術館では「孤高の画家・田中一村展」を開催（7月28日～8月26日）。 一村が1955年、石川県羽咋郡宝達志水町にある「やわらぎの郷」で制作した「聖徳太子殿天井画」の修復が完了したことに伴い企画された。
- 2018年 - 岡田美術館が「田中一村の絵画－奄美を愛した孤高の画家」（4月6日～9月24日）、佐川美術館が「生誕110年 田中一村展」（7月14日～9月17日）を開催。
- 2021年 - 千葉市美術館で「田中一村展－千葉市美術館収蔵全作品」（1月5日～2月28日）[6]。
- 2024年 - 東京都美術館で「田中一村展 奄美の光 魂の絵画」を開催（9月19日～12月1日）[7]。また、NHKにて関連の特集番組を放送[8]。

毎年9月11日の命日に「一村忌」が「一村終焉の家」で行われている。一村の絵『奄美の杜』は黒糖焼酎のラベルにもなっている。

## 代表的な作品
現在確認されている作品数は下絵やスケッチを除いて約600点弱。そのうち160点余は田中一村記念美術館に所蔵され、寄託品も含めると450点を収蔵している。千葉市美術館も蒐集に努め、一村の支援者であった川村家から寄贈を受けるなどして所蔵作品が100点を超えるに至った。

### 初期
1908年から1938年までの作品。
- 白梅
- 牡丹図
- 倣蕪米
- 倣聾米
- 倣木米
- 倣鐡齋
- 農村春景
- 蕗の薹とメダカ

の図、ほか

### 千葉寺時代
1938年に千葉に移り、1958年に奄美大島に行くまでの作品。
- 白い花（1947年：青龍社展入選作）
- 花と軍鶏（1953年：襖絵）
- 能登四十九種薬草図[9]シリーズ（1955：石川県羽咋郡宝達志水町やわらぎの郷・聖徳太子殿天井絵）
- 千葉寺の春の作品
- ザクロ図
- 室戸岬、九里峡、由布風景
- ニンドウにオナガ（1956：奄美時代の絵を予感させる明るさと伸びやかさ）

### 奄美時代
1958年に奄美大島に移った後、1977年に亡くなるまでの作品。
- 素描シリーズ
- 花と鳥
- ダチュラとアカショウビン
- 「奄美の杜（もり）」シリーズ
- アダンの海辺 - 千葉市美術館寄託[10]
- 高倉のある春景
- 花と蝶、花と蛾、ほか

## 映画
田中一村の生涯を描く映画『アダン』が企画された。2006年5月20日公開。
- 製作：映画「アダン」を作る会、DHC
- エグゼグティブプロデューサー：水野清
- 監督：五十嵐匠、脚本：松山善三、原案：中野惇夫、音楽：安川午朗
- 配給：東京テアトル
- 出演
  - 田中一村：榎木孝明
  - アダン：木村文乃（公募により本作でデビュー）
  - 田中喜美子：古手川祐子
  - 荒木泰雲：村田雄浩
  - 住友先生：加藤剛
  - 山上北斗：中村嘉葎雄

## ドキュメンタリー
- 日曜美術館「美と風土　黒潮の画譜　〜異端の画家・田中一村〜」（1984年12月9日、NHK Eテレ）[11]

## 書籍
画集
- 中野惇夫・大矢鞆音編『田中一村作品集』日本放送出版協会、2001年10月。ISBN 4140092912
  - 旧版『田中一村作品集　NHK日曜美術館「黒潮の画譜」』 日本放送出版協会、1985年8月。ISBN 978-4140091081
  - 大家鞆音監修・解説 『田中一村作品集 増補改訂版』NHK出版、2013年12月。ISBN 978-4140093535
- 大矢鞆音解説 『もっと知りたい田中一村 生涯と作品』東京美術、2010年5月。ISBN 4808708760
- 大矢鞆音監修 『田中一村“南の琳派”への軌跡』平凡社「別冊太陽 日本のこころ」、2019年5月。ISBN 978-4582922745

評伝
- 南日本新聞社編 『田中一村伝 アダンの画帖』道の島社 1986年。

中野惇夫らが『南日本新聞』での連載記事を単行本化。
- 新版『アダンの画帖 田中一村伝』南日本新聞社編、小学館 、1995年3月。ISBN 978-4093871495
- 『日本のゴーギャン 田中一村伝』小学館文庫、1999年5月。ISBN 4094033815

- 小林照幸『神を描いた男-田中一村』中央公論社、1996年。中公文庫、1999年。ISBN 4122034469
- 加藤邦彦『田中一村の彼方へ-奄美からの光芒』三一書房、1997年10月。ISBN 4380972909
- 湯原かの子『絵のなかの魂-評伝・田中一村』新潮社、2001年。新潮選書 2006年5月 ISBN 4106035650
- 大矢鞆音『田中一村 豊穣の奄美』日本放送出版協会、2004年4月。ISBN 4140808608
- 大矢鞆音『評伝 田中一村』生活の友社、2018年7月。ISBN 978-4908429194
  - 「新・田中一村」『南海日日新聞』連載：2005年6月2日〜2013年4月17日
- 大野芳『裸の天才画家 田中一村』平凡社、2020年2月。ISBN 4582838316

図録
- 『奄美に描く 田中一村記念美術館収蔵作品』日本放送出版協会、2001年。
- 『市制70周年記念 秋の特別企画展 田中一村の世界』とちぎ蔵の街美術館 、2006年10月。
- 『生誕100年記念特別展 田中一村展-原初へのまなざし』奈良県立万葉文化館 、2008年10月。
  - 戸田禎佑「田中一村の変容」
  - 村田隆志「田中一村と近代南画-小室翠雲と松林桂月 双璧の間で」
  - 大矢鞆音「論考：田中一村、団体展への挑戦-日展・院展出品を中心に」
- 図録『田中一村 新たなる全貌』千葉市美術館、2010年8月。
  - 小林忠「田中一村 精霊との交感」
  - 河野エリ「田中一村、奄美へのプロローグ」。
  - 松尾知子「田中一村の新たなる全貌を求めて 独歩の画家の画嚢をさぐる」
  - 山西健夫「田中一村 様式形成への模索」
  - 前村卓巨「「奄美時代」（1958〜1977）の田中一村について」
- 『田中一村 奄美の光 魂の絵画』東京都美術館（発行：NHK、NHKプロモーション、日本経済新聞社）、2024年9月。